# 消費者電子Linux論壇
消費者電子Linux論壇（英語：Consumer Electronics Linux Forum，縮寫為 CELF），創立於2003年6月，非盈利組織，以推動Linux這個開放原始碼平台在消費電子產品（CE）裝置上的發展為目標。現已與Linux基金會結合。

## 外部連結
- CELF 官方網站 （页面存档备份，存于）